# Miyakea (arna)
Miyakea és un gènere d'arnes de la família Crambidae.

## Taxonomia
- Miyakea consimilis Sasaki, 2012
- Miyakea expansa (Butler, 1881)
- Miyakea lushanus (Inoue, 1989)
- Miyakea raddeella (Caradja, 1910)
- Miyakea sinevi Schouten, 1992
- Miyakea ussurica Ustjuzhanin & Schouten, 1995
- Miyakea zhengi W. Li & H. Li, 2007